# EBT Finals
Die EBT Finals (European Beach Tour Finals beziehungsweise European Beachhandball Tour Finals), bis 2009 EBT Masters (European Beach Tour Masters, European Beachhandball Tour Masters) sind ein europäischer Wettbewerb der Europäischen Handballföderation. Es ist das finale Turnier der European Beach Tour, einer Serie von europäischen Beachhandball-Turnieren, für das man sich über bei diesen Turnieren erlangten Punkte qualifizieren konnte. Das Finalturnier findet im Allgemeinen sehr früh im Beachhandball-Jahr statt, da es sich um das Finale der Tour des jeweiligen Vorjahres handelte.

## Frauen
| Jahr         | Gastgeber                    |                                                | Finale                               | Finale                               | Finale                                         |                                      | Kleines Finale                         | Kleines Finale                       | Kleines Finale |
| Jahr         | Gastgeber                    | Gold                                           | Resultat                             | Silber                               | Bronze                                         | Resultat                             | Vierte                                 |                                      |                |
| ------------ | ---------------------------- | ---------------------------------------------- | ------------------------------------ | ------------------------------------ | ---------------------------------------------- | ------------------------------------ | -------------------------------------- | ------------------------------------ | -------------- |
| 2004 Details | Salerno, Italien             |                                                |                                      |                                      |                                                |                                      |                                        |                                      |                |
| 2005 Details | Suances, Spanien             |                                                |                                      |                                      |                                                |                                      |                                        |                                      |                |
| 2006 Details | Katerini, Griechenland       | WBHC Kontesa Nera                              |                                      | Ferrecirk Dunaújváros                | OVB Beach Girls                                |                                      | Team G-Solà                            |                                      |                |
| 2007 Details | Nagyatád, Ungarn             |                                                |                                      |                                      |                                                |                                      | OVB Beach Girls                        |                                      |                |
| 2008 Details | Valencia, Spanien            |                                                |                                      |                                      |                                                |                                      |                                        |                                      |                |
| 2009 Details | Meliti (Issos), Griechenland |                                                |                                      |                                      |                                                |                                      | OVB Beach Girls                        |                                      |                |
| 2010 Details | Espinho, Spanien             | Playadettes & Playacanteras                    |                                      | Universidad de Malaga Beach          | OVB Beach Girls                                |                                      | Bumblebees Wildeshausen                |                                      |                |
| 2011 Details | Fuengirola, Spanien          | Detono Zagreb                                  |                                      |                                      | OVB Beach Girls                                |                                      |                                        |                                      |                |
| 2012 Details | Lagoa, Portugal              | Detono Zagreb                                  | 2:1                                  | OVB Beach Girls                      | Bumblebees Wildeshausen                        | 2:1                                  | Beachqueens                            |                                      |                |
| 2013 Details | Umag, Kroatien               | Paksoft Camelot                                |                                      | OVB Beach Girls                      | Budaörs Beach Girls                            |                                      | KKS Polonia Kępno – Wrocław            |                                      |                |
| 2014 Details | Thessaloniki, Griechenland   | OVB Beach Girls                                | 2:1                                  | Club Balonmano Getasur               | Detono Zagreb                                  | 2:0                                  | Team NOR                               |                                      |                |
| 2015 Details | Budaörs, Ungarn              | Agenta Girls                                   | 2:0                                  | Paksoft Camelot                      | BHT Piotrkowianin Juko Piotrków Trybunalski    | 2:0                                  | Detono Zagreb                          |                                      |                |
| 2016 Details | Thessaloniki, Griechenland   | Agenta Girls                                   | 2:1                                  | AC Spartacus Goalbet                 | Paksoft Camelot                                | 2:0                                  | Westsite Amsterdam                     |                                      |                |
| 2017 Details | Gaeta, Italien               | Club Balonmano Playa Algeciras                 | 2:1                                  | Multichem Szentendrei NKE            | Westsite Amsterdam                             | 2:1                                  | OVB Beach Girls                        |                                      |                |
| 2018 Details | Stare Jabłonki, Polen        | Multichem Szentendrei NKE                      | 2:0                                  | Westsite Amsterdam                   | Club Balonmano Playa Algeciras                 | 2:0                                  | Team Poland                            |                                      |                |
| 2019 Details | Baia Mare, Rumänien          | Club Balonmano Playa Algeciras                 | 2:1                                  | Multichem Szentendrei NKE            | Westsite Amsterdam                             | 2:0                                  | SPORT CLUB Senec-Cannabis Energy Drink |                                      |                |
| 2020         |                              | wegen der COVID-19-Pandemie abgesagt           | wegen der COVID-19-Pandemie abgesagt | wegen der COVID-19-Pandemie abgesagt | wegen der COVID-19-Pandemie abgesagt           | wegen der COVID-19-Pandemie abgesagt | wegen der COVID-19-Pandemie abgesagt   | wegen der COVID-19-Pandemie abgesagt |                |
| 2021 Details | Torrox, Spanien              | GEA A M Team Almeria                           | 2:0                                  | Westsite Amsterdam                   | Team Blue Bee - The Danish Beachhandball Dream | 2:1                                  | SPORT CLUB Senec                       |                                      |                |
| 2022 Details | Isola delle Femmine, Italien | Team Blue Bee - The Danish Beachhandball Dream | 2:0                                  | GRD Leça - SPAR                      | GEA A M Team Almeria                           | 2:0                                  | Blue Team                              |                                      |                |

## Männer
| Jahr         | Gastgeber                    |                                      | Finale                               | Finale                               | Finale                               |                                      | Kleines Finale                            | Kleines Finale                       | Kleines Finale |
| Jahr         | Gastgeber                    | Gold                                 | Resultat                             | Silber                               | Bronze                               | Resultat                             | Vierte                                    |                                      |                |
| ------------ | ---------------------------- | ------------------------------------ | ------------------------------------ | ------------------------------------ | ------------------------------------ | ------------------------------------ | ----------------------------------------- | ------------------------------------ | -------------- |
| 2004 Details | Salerno, Italien             |                                      |                                      |                                      |                                      |                                      |                                           |                                      |                |
| 2005 Details | Suances, Spanien             |                                      |                                      |                                      |                                      |                                      |                                           |                                      |                |
| 2006 Details | Katerini, Griechenland       | Winterthur BHC Budapest              |                                      | Letenye Hyundai BHT                  | Balonmano Playa Hummel Barbate       |                                      | BHC Sand Devils Minden                    |                                      |                |
| 2007 Details | Nagyatád, Ungarn             | Balonmano Playa Hummel Barbate       |                                      | Golden Balls Zagreb                  | BHC PMF                              |                                      | Letenye BHT                               |                                      |                |
| 2008 Details | Valencia, Spanien            |                                      |                                      |                                      |                                      |                                      |                                           |                                      |                |
| 2009 Details | Meliti (Issos), Griechenland | Detono Zagreb                        |                                      |                                      |                                      |                                      |                                           |                                      |                |
| 2010 Details | Espinho, Spanien             | Detono Zagreb                        |                                      | Waterboys Neerstedt                  | Chemo Profili Zagreb                 |                                      | Acropolis B.H.T. - Panaitolikos           |                                      |                |
| 2011 Details | Fuengirola, Spanien          | Detono Zagreb                        |                                      |                                      |                                      |                                      |                                           |                                      |                |
| 2012 Details | Lagoa, Portugal              | Detono Zagreb                        | 2:0                                  | Budaörs Beachstars BHC               | BHC SKKM Krasnodar                   |                                      | NOR Beach Handball                        |                                      |                |
| 2013 Details | Umag, Kroatien               | Balonmano Playa Alcalá               |                                      | Detono Zagreb                        | BHC SKKM Krasnodar                   |                                      | BHT Damy Radę Inowrocław                  |                                      |                |
| 2014 Details | Thessaloniki, Griechenland   | Detono Zagreb                        | 2:1                                  | BHC SKKM Krasnodar                   | Acropolis / Greece                   | 2:0                                  | Balonmano Playa Alcalá                    |                                      |                |
| 2015 Details | Budaörs, Ungarn              | Detono Zagreb                        | 2:0                                  | Dinamit BHC                          | BHC SKKM Krasnodar                   | 2:0                                  | Club Balonmano Playa Algeciras            |                                      |                |
| 2016 Details | Thessaloniki, Griechenland   | G.A.S. Kilkis Akropolis              | 2:1                                  | BHC SKKM Krasnodar                   | Detono Zagreb                        | 2:0                                  | Paksoft Camelot                           |                                      |                |
| 2017 Details | Gaeta, Italien               | BHT Petra Płock                      | 2:0                                  | Detono Zagreb                        | G.A.S. Kilkis Akropolis              | 2:1                                  | Salgótarjáni Strandépítők BHC             |                                      |                |
| 2018 Details | Stare Jabłonki, Polen        | Pinturas Andalucía BM Playa Sevilla  | 2:1                                  | Detono Zagreb                        | SC Ekaterionodar                     | 2:0                                  | Salgótarjáni Strandépítők BHC             |                                      |                |
| 2019 Details | Baia Mare, Rumänien          | Pinturas Andalucía BM Playa Sevilla  | 2:1                                  | Palletways Verallia Azuqueca         | V. Gaw                               | 2:0                                  | Escola de Formação de Espinho - Os Tigres |                                      |                |
| 2020         |                              | wegen der COVID-19-Pandemie abgesagt | wegen der COVID-19-Pandemie abgesagt | wegen der COVID-19-Pandemie abgesagt | wegen der COVID-19-Pandemie abgesagt | wegen der COVID-19-Pandemie abgesagt | wegen der COVID-19-Pandemie abgesagt      | wegen der COVID-19-Pandemie abgesagt |                |
| 2021 Details | Torrox, Spanien              | HEI Beach handball                   | 2:0                                  | BHC Zagreb                           | 2002 Tuareg Algeciras                | 2:0                                  | V. Gaw                                    |                                      |                |
| 2022 Details | Isola delle Femmine, Italien | LX50 Handball                        | 2:0                                  | V. Gaw                               | CBMP Ciudad de Malaga                | 2:0                                  | Camelot Handball Tilburg                  |                                      |                |